# Felsőpagony
Felsőpagony (szlovákul: Vyšná Polianka, ukránul: Visnya Poljanka) község Szlovákiában, az Eperjesi kerület Bártfai járásában.

## Fekvése
Bártfától 16 km-re északkeletre, a lengyel határ mellett, az Ondava felső folyásának partján fekszik.

## Története
A 18. század végén Vályi András így ír róla: „Alsó, és Felső Polyánka. Két Orosz falu Sáros Vármegyében, földes Ura mind a’ kettőnek Gróf Áspermont Uraság, lakosaik többen ó hitüek, fekszenek Zboróhoz egy mértföldnyire, határbéli földgyeik középszerűek, de szorgalmatos mivelést kívánnak.”
Fényes Elek 1851-ben kiadott geográfiai szótárában így ír a faluról: „Polyánka (Alsó és Felső), két orosz falu, Sáros vmegyében a makoviczi uradalomban, Zboró fil., 30 rom., 665 gör. kath., 13 zsidó lak. Ut. post. Bártfa.”
A trianoni diktátum előtt Sáros vármegye Bártfai járásához tartozott.

## Népessége
| Év:            | 1994. | 2004.    | 2014.    | 2024.   |
| -------------- | ----- | -------- | -------- | ------- |
| Emberek száma: | 153   | 135      | 113      | 110     |
| Eltérés:       |       | -11,76 % | -16,29 % | -2,65 % |

| Év:            | 2023. | 2024.   |
| -------------- | ----- | ------- |
| Emberek száma: | 109   | 110     |
| Eltérés:       |       | +0,91 % |

1910-ben 214, túlnyomórészt ruszin lakosa volt.
2001-ben 124 lakosából 66 szlovák és 45 ruszin volt.
2011-ben 108 lakosából 53 ruszin és 45 szlovák.

## Nevezetességei
- Szent Paraszkéva tiszteletére szentelt görögkatolikus fatemploma.
- Szent Péter és Pál apostolok tiszteletére szentelt ortodox temploma.